# Kirkegrenda
Kirkegrenda is een plaats in de Noorse gemeente Moss, fylke Østfold. Kirkegrenda telt 298 inwoners (2007) en heeft een oppervlakte van 0,33 km².